# Чемпіонат світу із шахів серед жінок 2023
Чемпіонат світу із шахів серед жінок 2023 — матч Чемпіонату світу із шахів серед жінок. Титул чемпіонки світу захищала Цзюй Веньцзюнь, її опонентка-претендент — Лей Тінцзє, що перемогла в Турнірі претенденток 2022–23.
Він проходив з 5 по 24 липня 2023 року в рідних містах обидвох учасниць, забезпечивши перевагу домашнього поля кожній протягом половини з ігор.
Цзюй виграла матч та захистила свій титул.

## Турнір претендентів
Другий турнір серед жінок-кандидатів відбувся в останньому кварталі 2022 року. На відміну від попереднього розіграшу, ця гра проходила у форматі нокауту. Було припущення, що пари були створені, щоб запобігти матчу Росія — Україна перед фіналом.
|  | Чвертьфінал (best of 4) | Чвертьфінал (best of 4) | Чвертьфінал (best of 4) |             |                      | Півфінал (best of 4) | Півфінал (best of 4) | Півфінал (best of 4) |  |  | Фінал (best of 6) | Фінал (best of 6) | Фінал (best of 6) |
|  |                         |                         |                         |             |                      |                      |                      |                      |  |  |                   |                   |                   |
|  |                         | Гампі Конеру            | 3½                      |             |                      |                      |                      |                      |  |  |                   |                   |                   |
|  |                         | Анна Музичук            | 4½                      |             |                      |                      |                      |                      |  |  |                   |                   |                   |
|  |                         | Анна Музичук            | 4½                      |             | Анна Музичук         | 1½                   |                      |                      |  |  |                   |                   |                   |
|  | Пул A (Монако)          |                         |                         |             | Анна Музичук         | 1½                   |                      |                      |  |  |                   |                   |                   |
|  |                         |                         | Лей Тінцзє              | 2½          |                      |                      |                      |                      |  |  |                   |                   |                   |
|  |                         | Лей Тінцзє              | Лей Тінцзє              | 2½          | 2½                   |                      |                      |                      |  |  |                   |                   |                   |
|  |                         | Лей Тінцзє              |                         |             | 2½                   |                      |                      |                      |  |  |                   |                   |                   |
|  |                         | Марія Музичук           | 1½                      |             |                      |                      |                      |                      |  |  |                   |                   |                   |
|  |                         |                         |                         |             |                      |                      |                      |                      |  |  |                   | Лей Тінцзє        | 3½                |
|  |                         |                         |                         | Тань Чжун'ї | 1½                   |                      |                      |                      |  |  |                   |                   |                   |
|  |                         | Олександра Горячкіна    | 2½                      |             |                      |                      |                      |                      |  |  |                   |                   |                   |
|  |                         | Олександра Костенюк     | 1½                      |             |                      |                      |                      |                      |  |  |                   |                   |                   |
|  |                         | Олександра Костенюк     | 1½                      |             | Олександра Горячкіна | 1½                   |                      |                      |  |  |                   |                   |                   |
|  | Пул B (Хіва)            |                         |                         |             | Олександра Горячкіна | 1½                   |                      |                      |  |  |                   |                   |                   |
|  |                         |                         | Тань Чжун'ї             | 2½          |                      |                      |                      |                      |  |  |                   |                   |                   |
|  |                         | Катерина Лагно          | Тань Чжун'ї             | 2½          | 3½                   |                      |                      |                      |  |  |                   |                   |                   |
|  |                         | Катерина Лагно          |                         |             | 3½                   |                      |                      |                      |  |  |                   |                   |                   |
|  |                         | Тань Чжун'ї             | 4½                      |             |                      |                      |                      |                      |  |  |                   |                   |                   |

В турнірі було вісім учасниць, серед яких три колишні чемпіонки світу. У фіналі Лей Тінцзє зіграла 6 партій проти Тань Чжун'ї. Лей Тінцзє виграла матч за 5 партій.

## Матч
Матч був запланований на 5-25 липня 2023 року. Як і у 2018 році, гра проходила у два тайми, що давало обидвом шахісткам домашню перевагу протягом половини матчу. Турнір проводився в рідних містах суперниць, Чунціні та Шанхаї. Перший тайм приймав Шанхай, другий — Чунцін.
Формат чемпіонату, як і в попередні роки, був 12-матчевим.
Серед англомовних коментаторів Chess.com були Йованка Хоуска, Олександра Костенюк, Деніел Народицький та Юдіт Полгар. Коментаторами ФІДЕ були Алік Гершон і Сюй І.

### Розклад
- 4 липня: Церемонія відкриття у Шанхаї
- 5 та 6 липня: Ігри 1 та 2
- 8 та 9 липня: Ігри 3 та 4
- 11 та 12 липня: Ігри 5 та 6
- 13 липня: Дорога до Чунціна
- 15 та 16 липня: Ігри 7 та 8
- 18 та 19 липня: Ігри 9 та 10
- 21 та 22 липня: Ігри 11 та 12
- 23 липня: Тайбрейки (за необхідності)
- 24 липня: Церемонія закриття

Ігри розпочинались о 3 вечора за місцевим часом (07:00 UTC).

### Результати
На церемонії відкриття Лей Тінцзє отримала білі фігури для першої партії матчу, кольори чергувалися після кожної партії.
У 2023 році, і чемпіон світу із шахів (Дін Ліжень), і чемпіонка серед жінок були з Китаю.
| Гравці                 | Рейтинг | Стандартний контроль часу | Стандартний контроль часу | Стандартний контроль часу | Стандартний контроль часу | Стандартний контроль часу | Стандартний контроль часу | Стандартний контроль часу | Стандартний контроль часу | Стандартний контроль часу | Стандартний контроль часу | Стандартний контроль часу | Стандартний контроль часу | Очки |
| Гравці                 | Рейтинг | 1                         | 2                         | 3                         | 4                         | 5                         | 6                         | 7                         | 8                         | 9                         | 10                        | 11                        | 12                        | Очки |
| ---------------------- | ------- | ------------------------- | ------------------------- | ------------------------- | ------------------------- | ------------------------- | ------------------------- | ------------------------- | ------------------------- | ------------------------- | ------------------------- | ------------------------- | ------------------------- | ---- |
| Цзюй Веньцзюнь (Китай) | 2564    | ½                         | ½                         | ½                         | ½                         | 0                         | ½                         | ½                         | 1                         | ½                         | ½                         | ½                         | 1                         | 6½   |
| Лей Тінцзє (Китай)     | 2554    | ½                         | ½                         | ½                         | ½                         | 1                         | ½                         | ½                         | 0                         | ½                         | ½                         | ½                         | 0                         | 5½   |
| Посилання              |         |                           |                           |                           |                           |                           |                           |                           |                           |                           |                           |                           |                           |      |